# Roseland (film)
Pour les articles homonymes, voir Roseland.
Pour plus de détails, voir Fiche technique et Distribution.
Roseland est un film américain réalisé par James Ivory, sorti en 1977.

## Fiche technique
- Titre original : Roseland
- Réalisation : James Ivory
- Scénario : Ruth Prawer Jhabvala (scénario, histoire)
- Costumes : Dianne Finn-Chapman
- Photographie : Ernest Vincze
- Montage : Humphrey Dixon et Richard Schmiechen
- Musique : Michael Gibson
- Production : Ismail Merchant
  - Production déléguée : Ottomar Rudolf, Michael T. Murphy
  - Production associée : Dennis Murphy, Macy Wall, Dennis Stuart Murphy
- Société(s) de production : Merchant Ivory Productions, Oregon Four
- Société(s) de distribution :  Cinema Shares International Distribution
- Pays de production : États-Unis
- Année : 1977
- Langue originale : anglais
- Format : couleur – 35 mm – 1,85:1 – mono
- Genre : drame, romance
- Durée : 104 minutes
- Dates de sortie : 
  - États-Unis : 2 octobre 1977 (Festival du film de New York)

## Distribution
Segment The Waltz
- Teresa Wright : May
- Lou Jacobi : Stan
- Don De Natale : Master of Ceremonies
- Louise Kirtland : Ruby
- Hetty Galen : Red-Haired Lady

Segment The Hustle
- Geraldine Chaplin : Marilyn
- Helen Gallagher : Cleo
- Joan Copeland : Pauline
- Christopher Walken : Russel
- Conrad Janis : George

Segment The Peabody
- Lilia Skala : Rosa
- David Thomas : Arthur
- Edward Kogan : Bartender
- Madeline Lee : Camille

## Distinction

### Nomination
- Golden Globes 1978 :
  - Meilleure actrice dans un second rôle pour Lilia Skala